# Comté de Logan (Arkansas)
Pour les articles homonymes, voir Comté de Logan.
Le comté de Logan est un comté de l'État de l'Arkansas aux États-Unis. Au recensement de 2010, il comptait 22 353 habitants. Ses sièges sont Paris (pour le district nord) et Booneville (pour le district sud).

## Villes et villages
- Blue Mountain, 132 habitants
- Booneville, 4117 habitants
- Carolan, moins d'une centaine d'habitants
- Caulksville, 233 habitants
- Magazine, 915 habitants
- Morrison Bluff, 79 habitants
- Paris, 3707 habitants
- Ratcliff, 191 habitants
- Scranton, 222 habitants
- Subiaco, 439 habitants

## Démographie
| 1880   | 1890   | 1900   | 1910   | 1920   | 1930   | 1940   | 1950   |
| ------ | ------ | ------ | ------ | ------ | ------ | ------ | ------ |
| 14 885 | 20 774 | 20 563 | 26 350 | 25 866 | 24 110 | 25 967 | 20 260 |

| 1960   | 1970   | 1980   | 1990   | 2000   | 2010   | - | - |
| ------ | ------ | ------ | ------ | ------ | ------ | - | - |
| 15 957 | 16 789 | 20 144 | 20 557 | 22 486 | 22 353 | - | - |